# CEV Beachvolleyball Nations Cup
CEV Beachvolleyball Nations Cups sind vom europäischen Volleyballverband CEV veranstaltete Turniere zur Ermittlung der Team-Europameister der Frauen und Männer. Titelträger aus dem Jahr 2022 sind die weiblichen Athletinnen der Schweiz und die männlichen Sportler aus Norwegen.
Vom 2. bis zum 7. August 2022 fand die erste Veranstaltung dieser Art In der österreichischen Hauptstadt Wien statt.
2023 fanden nur Vorrunden statt. Die Sieger waren automatisch für das Turnier 2024 qualifiziert, sofern sie zum Zeitpunkt des Events nicht schon zwei Startplätze für die Olympischen Spiele sicher hatten.
Daher konnten im Gegensatz zum Nations Cup 2022 nicht die besten europäischen Duos am Finale 2024 teilnehmen, weil diese schon über die Weltrangliste für die Olympischen Spiele 2024 qualifiziert waren. Der Hauptzweck des Nations Cups 2024 war gemäß der FIVB-Regeln die Ermittlung je eines weiteren europäischen Olympia-Startplatzes.

## Modus
Es gibt einen Wettbewerb für die weiblichen Athletinnen und einen für die männlichen Sportler, daher sind unterschiedliche Teilnehmerfelder möglich. In den Wettkämpfen der Nationen untereinander treten zunächst die zweitbesten Duos gegeneinander an, anschließend duellieren sich die Spitzenteams. Eine Besonderheit ist die Möglichkeit, das eigene Beachvolleyballpaar durch Teamchef oder -chefin während der Auszeiten zu coachen.

### Vorrunde
2022 entfiel die Vorausscheidung. Stattdessen waren die besten sieben Teams in Europa nach einer Rangliste sowohl bei den Frauen als auch bei den Männern und die Mannschaften des Veranstalters qualifiziert. Befand sich dieser unter den besten sieben Ländern, rückte automatisch der Achtplatzierte nach.
Seit 2023 spielen die teilnehmenden Nationen in Vorrundengruppen sieben Teams für die Endrunde aus. (Preliminary Phase) Der Veranstalter des Nation Cup Finals nimmt mit seinen Beachpaaren automatisch daran tei.

### Endrunde
Im Finale kämpfen die Nationen in zwei Vierergruppen ums Weiterkommen. Bis einschließlich 2024 standen sich die Sieger der ersten Partien im Kampf um die Top-Platzierung im Pool und die Verlierer im Spiel um den dritten Platz gegenüber. So waren nur vier Begegnungen notwendig, um die Reihenfolge der Mannschaften zu ermitteln. 2025 kam das Jeder-gegen-jeden-System zur Anwendung und es gab sechs Partien pro Gruppe.
Die Erstplatzierten qualifizieren sich direkt für die Vorschlussrunde, während die Zweiten mit den Dritten der anderen Gruppe um die beiden verbleibenden Halbfinalplätze kämpfen. Die viertplatzierte Nation in jedem Pool scheidet aus. Im Anschluss an das Semifinale trafen 2022 die unterlegenen Teams im Spiel um den dritten Platz aufeinander, während die Gewinner den Gesamtsieger ermittelten. 2024 und 2025 gab es kein kleines Finale, stattdessen zwei Dritte.

### Golden Set
Sollte es für jedes Land in einer Begegnung einen Sieg und eine Niederlage geben, brachte bis einschließlich 2024 der sogenannte Golden Set nach fünfzehn gewonnenen Punkten mit mindestens zwei Punkten Unterschied die Entscheidung. Das Besondere daran war, dass jeder Teamchef oder jede Teamchefin sowohl eins der beiden eingespielten Paare nominieren durfte als auch ein gemischtes Team auf das Spielfeld schicken konnte.
2025 kam der goldene Satz nur noch ab dem Viertelfinale der Endrunde zur Anwendung. Der unterschied sich allerdings in einem entscheidenden Punkt von den bisherigen Austragungen. Der Delegationsleiter musste aus jedem seiner Teams einen Spieler bzw. eine Spielerin benennen, der bzw. die dann den letzten Satz der Begegnung bestritt. So durfte z. B. Anders Mol nicht mit seinem Standardpartner Christian Sørum antreten, sondern einer der beiden spielte mit Mols Bruder Hendrik oder mit seinem Cousin Mathias Berntsen.
Falls am Ende der Poolphase sowohl in den Qualifikationsturnieren als auch im Finale zwei oder mehrere Teams Punktgleichheit erzielt hatten, wurde die endgültige Reihenfolge nach den Regeln des CEV Beach Volleyball Guidelines ermittelt.

### Sonderregelung 2023 und 2024
Aus je sieben Turnieren im Jahr 2023 waren die Sieger an der Endrunde 2024 teilnahmeberechtigt, sofern sie nicht die Höchstzahl an möglichen Duos für die Spiele in Paris erreicht hatten. Hinzu kamen die Gewinner der Vorrunden des Jahres 2024 und die Beachpaare des Veranstalters. Das Event fand im Juni in Lettland statt. Der Hauptzweck des Nations Cups 2024 war die Ermittlung je eines weiteren europäischen Olympia-Startplatzes für Frauen und Männer.

## Ergebnisse
| Jahr |        | Gold        | Silver      | Bronze              | 4.         |  |        | Gold       | Silver      | Bronze             | 4.         |
| ---- | ------ | ----------- | ----------- | ------------------- | ---------- |  | ------ | ---------- | ----------- | ------------------ | ---------- |
| 2022 | Frauen | Schweiz     | Deutschland | Lettland            | Österreich |  | Männer | Norwegen   | Italien     | Niederlande        | Österreich |
| 2024 | Frauen | Niederlande | Tschechien  | Österreich Italien  | -          |  | Männer | Frankreich | Österreich  | Lettland Portugal  | -          |
| 2025 | Frauen | Deutschland | Ukraine     | Spanien Niederlande | -          |  | Männer | Norwegen   | Niederlande | Österreich Spanien | -          |